# Brachiaria texana
Brachiaria texana là một loài thực vật có hoa trong họ Hòa thảo. Loài này được (Buckley) S.T.Blake mô tả khoa học đầu tiên năm 1969.